# Tonight Again
Tonight Again är en sång skriven av Guy Sebastian, David Ryan Harris och Louis Schoorl. Den spelades in och framfördes av Guy Sebastian.

## Eurovision Song Contest 2015
I februari 2015 tillkännagav EBU att Australien hade blivit inbjudna till att delta i Eurovision Song Contest 2015 som var tävlingens 60:e upplaga. Den 3 mars 2015 bekräftade det australiska sändningsföretaget SBS att Guy Sebastian skulle  representera landet i tävlingen. Låten "Tonight Again" släpptes den 16 mars 2015. Sebastian framförde låten i finalen i Eurovision Song Contest 2015 som ägde rum den 23 maj 2015 i Wien, Österrike. Låten slutade på femte plats med totalt 196 poäng.